# فرودگاه چارلز م. شولتس شهرستان سنوما
فرودگاه چارلز م. شولتس سنوما کانتی (به انگلیسی: Charles M. Schulz – Sonoma County Airport) یک فرودگاه همگانی بهره‌برداری هوایی با کد یاتا STS است که یک باند فرود آسفالت دارد و طول باند آن ۱۵۲۵ متر است. این فرودگاه در شهر سانتا روزا، کالیفرنیا کشور ایالات متحده آمریکا قرار دارد و در ارتفاع ۳۸ متری از سطح دریا واقع شده‌است.
این فرودگاه را به یاد چارلز شولتس کارتونیست آمریکایی نام گذاشته‌اند.

## شرکت‌های هواپیمایی و مقصدهای پروازی

### مسافری
| شرکت‌های هواپیمایی                    | مقصدهای پروازی                                    |
| ------------------------------------ | ------------------------------------------------- |
| آلاسکا ایرلاینز اجرا توسط هوریزن ایر | لس‌آنجلس، جان وین، پورتلند، سن دیه‌گو، سیاتل-تاکوما |
| امریکن ایگل                          | فینکس اسکای هاربر                                 |
| Sun Country Airlines                 | فصلی: مینیاپولیس−سنت پل (آغاز از ۲۴ اوت ۲۰۱۷)     |
| یونایتد اکسپرس                       | سانفرانسیسکو                                      |

### Top domestic routes
| Rank | Airport           | Passengers | Carriers  |
| ---- | ----------------- | ---------- | --------- |
| 1    | لس‌آنجلس           | 58,310     | Alaska    |
| 2    | سیاتل-تاکوما      | 28,010     | Alaska    |
| 3    | پورتلند           | 22,990     | Alaska    |
| 3    | سن دیه‌گو          | 22,880     | Alaska    |
| 5    | جان وین           | 21,100     | Alaska    |
| 6    | مک‌کاران           | 9,760      | Allegiant |
| 7    | فینکس-مسا         | 7,520      | Allegiant |
| 8    | فینکس اسکای هاربر | 2,660      | American  |

The maximum number of people to Los Angeles in one year is 55,480- 83,200 people on two daily flights. During heavy travel months there will be three flights a day to Los Angeles. The maximum number of people to travel to Seattle, Portland, and San Diego in one year is 27,740 people. Each of these three destinations is served with one daily flight.
Depending on the specific month of the year, current Alaska Airlines service اجرا توسط Horizon Air features a total Seven or eight departures a day from Santa Rosa with two or three nonstop flights a day to Los Angeles (LAX), one or two nonstop flights to Portland (PDX), Seattle (SEA), and one nonstop flight a day to Orange County (SNA), and San Diego (SAN).